# Hymenostomum sullivanii
Hymenostomum sullivanii är en bladmossart som beskrevs av C. Müller och Geheeb 1897. Hymenostomum sullivanii ingår i släktet Hymenostomum och familjen Pottiaceae. Inga underarter finns listade i Catalogue of Life.